# 畢也速答立
毕也速答立（?—?），元朝秦州人，迷里氏。
畢也速答立居住在秦州（今甘肃省天水市秦州区）。他的父亲去世后，毕也速答立在父亲坟墓旁边搭建了一个草庐，不分日夜悲泣哭号，有小鸟集合起来飞到墓上，坟土踊起。

## 延伸阅读
[在维基数据编辑]
 《元史·卷197》，出自宋濂《元史》